# Concholepas concholepas
El loco, tolina, pata de burro, pie de burro, abalón, o chanque (Concholepas concholepas) es una especie de molusco gasterópodo de la familia Muricidae que habita en las costas de Chile y Perú. Su carne es muy apetecida y su sobreexplotación lo ha llevado a estar bajo constantes restricciones y controles por parte de las autoridades.

## Descripción anatómica
Es un caracol bentónico, carnívoro y dioico (sexos separados). Su forma es ovalada y en los ejemplares adultos se observan dimensiones que fluctúan entre los 9 y 13 cm de diámetro longitudinal y entre 8 y 9 centímetros de ancho.

### Partes blandas
La parte blanda del molusco ocupa prácticamente todo el espacio de su concha, midiendo esta, respectivamente, entre 11 a 15 centímetros de largo y entre 9 y 10 cm de ancho.
El cuerpo del loco está conformado esencialmente por:
- Una cabeza, donde se encuentran los tentáculos retráctiles que portan los ojos. En la base del tentáculo derecho (en los ejemplares machos) está el pene, que mide unos 50 mm;[3].

- Un «pie» (o músculo pedal), que constituye La mayor parte del cuerpo, grueso, consistente y de grandes dimensiones (8 a 10 cm longitudinalmente, 6 a 8 de diámetro transversal y unos 2 a 3 cm de espesor.

- La masa visceral, conformada por la branquia, encargada del intercambio gaseoso; el osfradio, un órgano sensorial capaz de percibir la composición molecular del medio; la glándula hipobranquial, que como su nombre indica se ubica debajo de la branquia y a cuya secreción blanquecina se le atribuye la función de atrapar y contener partículas extrañas que luego son expulsadas hacia el exterior; la glándula rectal o «de la tinta» cuya secreción amarillenta, y veces con tonos verdosos posee alguna función que no ha sido completamente dilucidada; el sistema digestivo; el riñón y aparato reproductor.[4]

El colorido superficial es intenso, presentando manchas de color amarillo fuerte, verde oscuro y gris negruzco en la parte ve y ventral y en los costados (su carne se ve blanca solo preparada para su consumo, cocida y cuando antes ha sido cepillada para quitar la parte superficial colorida y mucosa). La superficie ventral es esencialmente plana y lisa, salvo por la presencia de una fisura tenue longitudinal. Los bordes tienen una apariencia granulosa, como cubiertos de pequeñas ampollas o vesículas llenas de líquido. Todo el cuerpo está cubierto de una capa mucosa que cumple una  función importante para su adosamiento y movilización. El pie está rodeado por un pliegue sensible que conforma el manto, adosado a la superficie cóncava (interna) de la concha. Por la parte anterior, a la izquierda este manto conforma el sifón, una estructura alargada, también sensible y retráctil.

### Concha

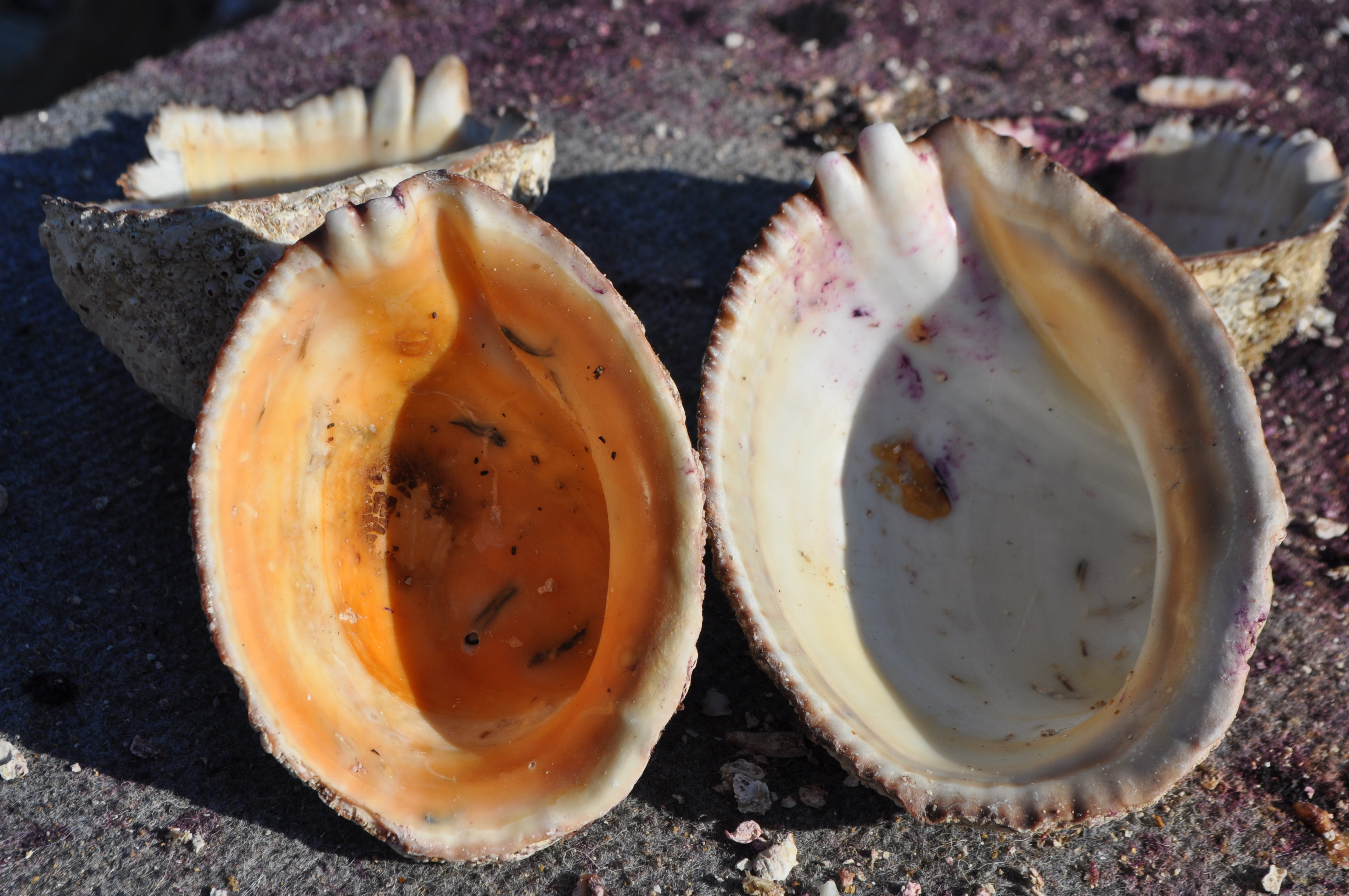
Distintos colores de la cara interior de la concha

La concha pateliforme es dura, de paredes gruesas. En torno a su vértice, ubicado hacia la izquierda en la parte posterior, se conforma una espiral de tres vueltas, las que solo son claramente distinguibles en los ejemplares más jóvenes, puesto que es la tercera vuelta la que crece para constituir la concha adulta y las otras dos vueltas originales ya no se aprecian. Externamente, su superficie convexa es rugosa y de color grisáceo con visos amarillo arena. Está cubierta de estrías que van desde el vértice hasta los bordes, las que a su vez están cortadas transversalmente formando un patrón complejo en su textura. Algunas de estas estrías son claramente más pronunciadas y forman surcos profundos. Una de ellas permite la salida del sifón y otras dos terminan en el borde anterior en una suerte de "dientes" que tienen la funcionalidad separar y dar espacio a la salida de los tentáculos retráctiles, provistos de los ojos del animal.
Los patrones de estrías en la concha son más fácilmente observables en los individuos jóvenes, puesto que generalmente la concha de los adultos está cubierta de muchos parásitos y algas que impiden apreciar los detalles estructurales. Incluso se pueden ver a veces pequeñísimos ejemplares de la misma especie adosados a las conchas de los adultos, circunstancia que se ha aprovechado para algunos experimentos de cultivo.
En su cara interior muestra una superficie muy pulida, lisa y nacarada con colores que varían desde el blanco lechoso hacia tonalidades del rosa, amarillo y naranja.

### Sangre
La sangre del loco es de color azulado (morado), tonalidad que se debe a la hemocianina, la proteína responsable del proceso de respiración celular.

## Descripción anatomofisiológica de los principales sistemas

### Sistema digestivo
La especie Concholepas concholepas lleva a cabo los procesos fisiológicos relacionados con la ingestión y absorción de nutrientes a través de su sistema digestivo, en el que se puede distinguir el tubo digestivo propiamente tal y las glándulas relacionadas con la función.
Estructuras del tubo:
- Proboscis, una estructura alargada y cilíndrica encargada de la absorción y que comprende la boca y la cavidad bucal. Esta última aloja a su vez el canal alimentario, la masa bucal y las estructuras del aparato radular: la rádula (una estructura quitinosa donde se ubican tres hileras de dientes) y el saco radular, que cubre la rádula.
- Esófago, tubo cilíndrico de diámetro variable que conecta la cavidad bucal con el estómago.
- Estómago, con una parte redondeada y otra tubular, en esta última región da continuación al tubo digestivo hacia el intestino.
- Intestino, recto y ano,  en cuyo primer segmento se realizan las funciones digestivas y el segundo segmento está conformado por el recto y el ano, con función excretora.[8]

Glándulas:
- Glándulas salivales (son cuatro y secretan en la cavidad bucal).
- Glándula de Leiblein, se ubica alrededor de la aorta y el esófago, formando una espiral. Secreta en el esófago y se le atribuye una función proteolítica relevante, que ayudaría a la degradación de las proteínas en la fase inicial de la digestión, comenzando a actuar aún antes de que el alimento llegue al estómago.
- Glándula digestiva, la que secreta en el estómago apoyando la digestión de alimentos.
- Glándula rectal, de la que se ha escrito su presencia, ubicación y forma, pero cuya función no está del todo aclarada.
- Glándula Framboisée, cuya funcionalidad se desconoce.[9]

Especialmente en los ejemplares juveniles (los individuos adultos tienen mejores posibilidades de inmovilización y acceso al interior de su presa), el proceso conducente a la alimentación comienza con la perforación de la presa utilizando para este fin un órgano auxiliar perforante. 
La ingestión se produce a través de la introducción de la proboscis en la presa que han logrado inmovilizar, triturando sus tejidos (mediante la rádula) hasta transformarlos en una masa blanda que puede absorberse. En la cavidad bucal la digestión comienza con el concurso de las secreciones de las glándulas salivales. El bolo alimenticio continúa hacia el esófago, donde se mezcla con los jugos de la glándula de Leiblein, que desempeñan un papel proteolítico importante, el que será completado finalmente por las secreciones de la glándula digestiva en el estómago.

### Sistema circulatorio

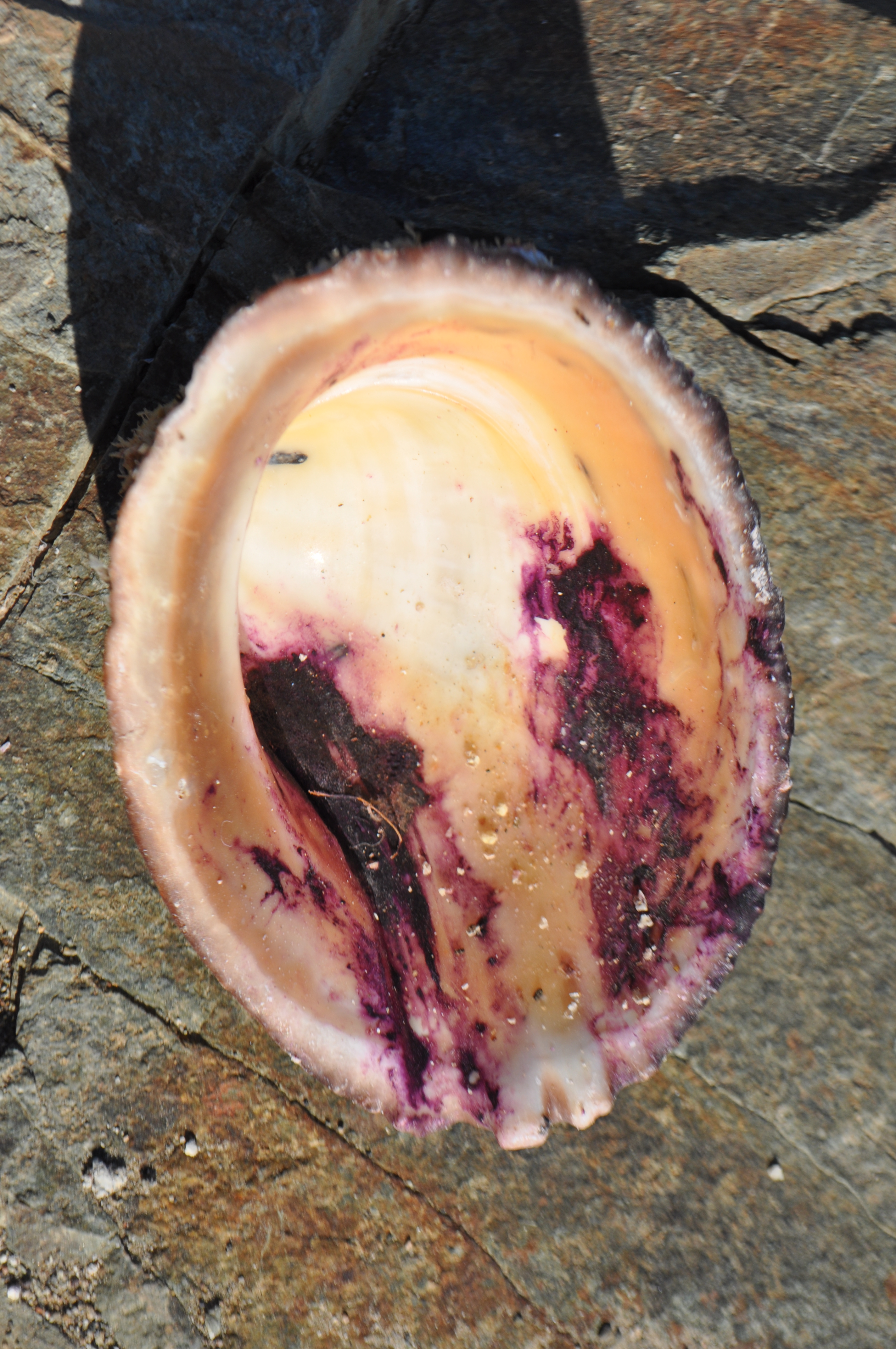
Concha con restos de sangre de loco

Se compone de un corazón de solo dos cavidades, de estructura muy simple (una aurícula y un ventrículo), una red de vasos sanguíneos y un sistema de hemoceles (senos sanguíneos). El corazón del loco (como el de otros moluscos) comparte con los vertebrados su carácter miogénico, es decir, autoexcitble, por lo que la contracción del músculo cardíaco obedece a su propio marcapaso, sin que requiera de un impulso nervioso.
La sangre que porta oxígeno es bombeada desde el corazón por dos arterias coronarias que se ramifican en arterias menores que llegan hasta los tejidos. Desde allí, la devolución ocurre a través de los hemoceles (senos de sangre venosa ubicados entre los tejidos) por una red de venas que retorna la sangre a la branquia donde volverá a oxigenarse. El retorno se produce por vía renal y por vía del manto.
La proteína que porta el oxígeno en la sangre de C. concholepas, la hemocianina, se encuentra disuelta libremente en la hemolinfa, presenta un alto peso molecular (con valores que superan los 1 × 106 Dalton) y en vez de estar unida al fierro, como las proteínas que cumplen igual función en la sangre de otras especies, se encuentra unida al cobre.
Esta última característica da a la sangre del loco su característico color azulado (morado).

### Sistema excretor
Además de su relevante función en el sistema circulatorio, el riñón es sin duda el órgano principal del sistema excretor del loco. A través del vaso renal aferente, la sangre venosa que viene del pie, cabeza a vísceras llega al riñón y sale de allí por el vaso renal eferente. No está plenamente dilucidada la función de la glándula ubicada entre el riñón y el corazón (glándula nefridial). Se trata de un órgano muy pequeño encargado de alguna función que parece relevante, pero que no se ha podido describir con exactitud. Al respecto, solo está claro que la sangre, antes de alcanzar el riñón, pasa a través de esta glándula y recibe sus secreciones para algún fin.

### Sistema reproductor
En la región cefálica de los ejemplares adultos machos se puede observar un pene. La presencia de este órgano es casi el único elemento externo relevante que macroanatómicamente permite determinar que se trata de una especie de dos sexos separados. La gónada, en cambio, se presenta como una estructura igual en ambos sexos.
En los individuos machos la espermatogénesis ocurre en los testículos. Tras la eyaculación, los espermios se transportan a través del espermioducto, pasando a través de la glándula prostática hacia el pene y al exterior.
La hembra, en cambio, produce sus óvulos en un ovario. Desde allí viajan a través del oviducto (donde pueden ser fertilizados) y reciben la influencia de dos glándulas: la de la albúmina y la de la cápsula. Una tercera glándula es la «de la ingestión», a cargo de ingerir los espermios y óvulos «sobrantes», es decir aquellos que no han servido a la reproducción.

### Sistema nervioso
C. concholepas tiene un sistema nervioso descentralizado, sin un órgano principal a cargo de ningún procesamiento central. El sistema está conformado por una serie de ganglios conectados entre sí en red por tejido nervioso. Sin embargo, cabe señalar que algunos órganos y aparatos (como los tentáculos, el osfradio y algunas estructuras del sifón) presentan un grado de excitabilidad y capacidad de respuesta a estímulos notablemente superior.

## Hábitat y distribución
Se trata de una especie endémica del Pacífico Suroriental.
Sus larvas se asientan en los roqueríos debido a su tipo de alimentación, que consiste principalmente en choritos, picorocos y algunos otros moluscos El crecimiento es lento, entre 5 y 7 años alcanza su tamaño medio de 10 cm.
Los ejemplares adultos viven en el sustrato rocoso de aguas templadas, desplazándose sobre él y formando bancos. Habita en aguas de hasta 40 m de profundidad.
Se encuentra desde las islas Lobos de Afuera, Perú, hasta Cabo de Hornos, Chile, inclusive el archipiélago de isla Juan Fernández, especialmente en zonas de oleaje fuerte.

## Explotación

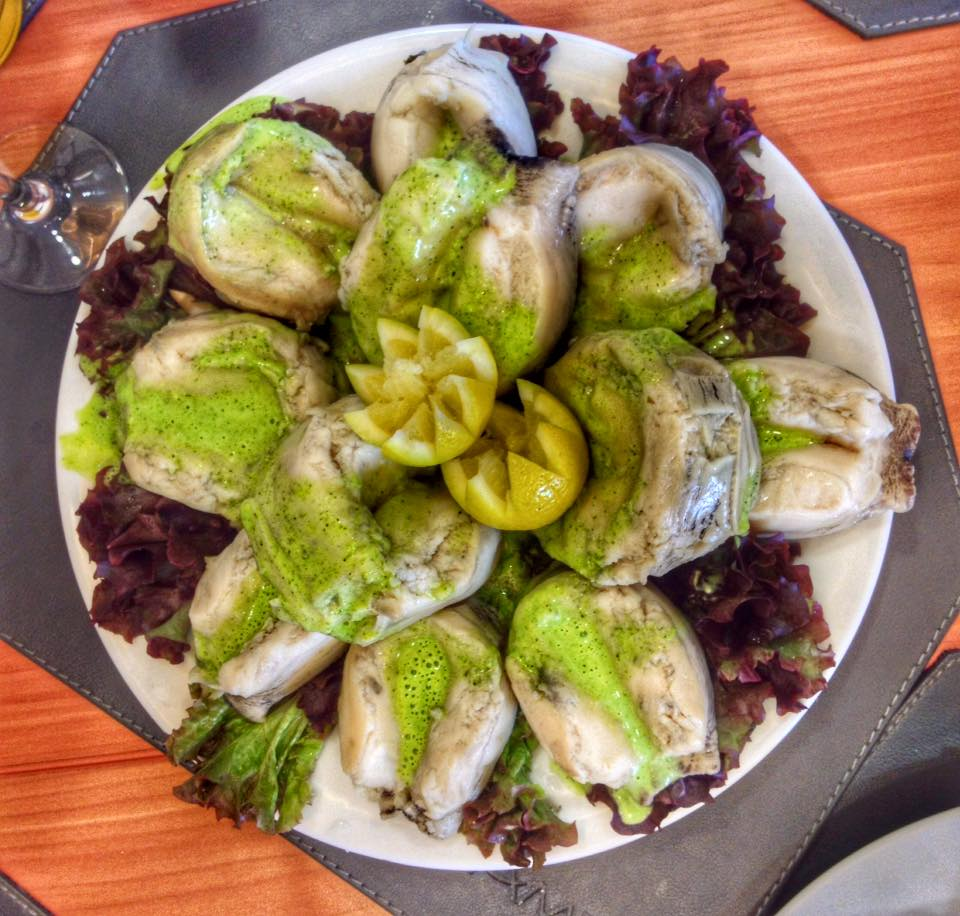
Plato de locos super extra

La extracción y explotación del loco en Chile y Perú se remonta a épocas prehistóricas. Diversos hallazgos arqueológicos dan cuenta de que se trataba de un recurso muy importante en la nutrición del hombre primitivo. En el norte de Chile hay conchas de locos en entierros y conchales de más de 6000 años de antigüedad. Más al sur, las condiciones climáticas no permitieron la conservación de conchales, pero no hay razones para pensar que no haya desempeñado igual papel desde épocas milenarias. En cualquier caso, el hecho de que la palabra loko estuviese en el vocabulario de los mapuches, también aporta evidencia sobre su consumo en el sur antes de la llegada de los españoles al continente.
Por su naturaleza no es fácil extraerlos industrialmente, por lo que el proceso queda en manos de los pescadores artesanales. La forma de explotación varía dependiendo de la distribución batimétrica del recurso.
En Perú son tres los extractores principales: saltamocheros (recolección manual desde zona intermareal), buzos de apnea (capturan chanques desde intermareal hasta 10 m de profundidad) y pescadores artesanales (embarcaciones ligeras con capacidad de bodega de 2 a 4 t con compresor para buzo semiautónomo desde 10 hasta 40 metros de profundidad). Las dos primeras modalidades de extracción se realizan en el litoral peruano de las regiones Arequipa, Moquegua y Tacna.
En Chile la extracción se realiza a lo largo de toda la costa, en las áreas de manejo de los pescadores y buzos artesanales.

### Restricciones y vedas

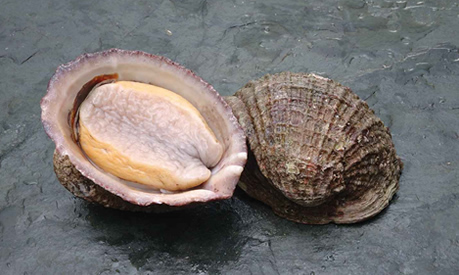
Loco en su concha

Debido a que tiene una carne muy apreciada por la gastronomía, su precio en el mercado es alto, lo que incentiva la explotación creciente y desmedida. Mientras que hacia 1970 la media de extracción en Chile era solo de 5000 toneladas, en 1980 se quintuplicó esta cifra y alcanzó el récord de 25 000 toneladas. Esta situación, que también se repite en Perú, donde desde 1972 comienzan a aumentar las capturas de este recurso, alcanzando volúmenes importantes después de la década de 1980, ha obligado a las autoridades chilenas y peruanas a proteger el recurso mediante diversas regulaciones que van desde la aplicación de vedas hasta la imposición de restricciones en las cuotas de extracción y en el tamaño mínimo aceptado. las condiciones de los eventos El Niño 1982-83 y 1997-98 que afectaron negativamente sus bancos naturales.
En Chile regía una veda indefinida desde 1989, absolutamente estricta hasta 1992. Más adelante, se aplicaron excepciones para permitir la extracción por buzos comerciales acreditados y se establecieron vedas temporales por región: entre diciembre y julio desde la XV a la VI región, y entre enero a febrero y julio a diciembre desde la VII a la XII región. Las restricciones sobre cuotas y la aplicación de vedas se encuentran bajo el marco de una nueva legislación pesquera. El tamaño mínimo legal para su extracción es de 10 cm en Chile; en el Perú la talla mínima de captura (TMC) es 8 cm.
La veda del loco de 1989 perjudicó económicamente a muchos buzos que en ciertas regiones del país vivían principalmente de la extracción de este molusco, obligándolos a trasladarse a otras zonas del país para lograr subsistir por otros medios u optar por la extracción y venta ilegal del recurso.
Actualmente la única posibilidad legal que tienen los pescadores artesanales chilenos para comercializar este producto es que se les haya asignado una "AMERB" (Área de Manejo de Recursos Bentónicos) y se encuentren organizados y registrados en ella.
Desde el año 2008,  el chanque tiene vedas periódicas dos veces al año en Perú. De acuerdo a la Resolución Ministerial 772-2008-PRODUCE, los períodos de veda fueron fijados entre el 1 de abril y el 30 de junio y entre el 1 de octubre y el 31 de diciembre de cada año, poniendo atención a los ciclos reproductivos de la especie.
En ambos países hay preocupación por el repoblamiento y recuperación a través de acciones de manejo para asegurar la sustentabilidad del recurso, lo que está dando resultados interesantes para las comunidades involucradas.
Con frecuencia se realizan conteos y evaluaciones de la talla media en las comunidades bentónicas de Concholepas concholepas. Es así como un estudio realizado en 2007 estimó la población de chanque en el litoral de Tacna (banco natural Meca-Las Lozas) en unos 4 821 922 individuos (lo que representa una densidad media de 4 ejemplares por m²) y determinó que se trataba de una población esencialmente juvenil, donde el 98,8 % de los individuos se encontraba por debajo de la talla mínima de extracción.

### Uso gastronómico

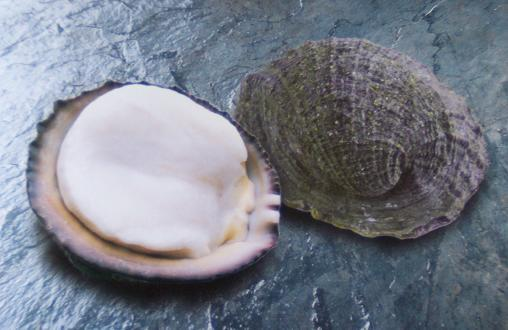
Concholepas concholepas, a la izquierda se muestra la cara inferior del gran pie muscular, limpio y cocido, preparado para su consumo. A la derecha, otra concha, también limpia y desprovista de los parásitos y algas que suelen cubrirla

Tanto el alto precio como las constantes vedas y restricciones que se imponen para proteger la especie, han ido transformando al loco en un producto que ya no es de consumo masivo, ni en Chile, ni en Perú. Sin embargo, cuando se ofrece la posibilidad de consumirlo, en Chile es común servirlo acompañado de vegetales y mayonesa o salsa verde. En Perú suele agregarse al cebiche, especialmente en el huarmeyano, que no lleva pescado, sino solo moluscos y se suele acompañar de yuyo, rodajas de choclo, camote y yuca. En ambos países suele consumirse también como chupe, con variaciones regionales en su receta, o apanado y frito, con diversos acompañamientos.

### Contra el cáncer
Un grupo de científicos chilenos encontraron en la proteína hemocianina presente en la sangre del loco una alternativa equivalente a la hemocianina de la Megathura crenulata (ya antes descrita como un poderoso inmunostimulante) para el tratamiento del cáncer superficial de vejiga y próstata. La hemocianina es una glicoproteína capaz de gatillar la producción de anticuerpos y detonar una respuesta defensiva a niveles sorprendentes.
La biotecnología ha aprovechado esta característica de la hemocianina para diseñar las "vacunas del futuro", que no inocularán virus o bacterias atenuados, sino pequeños trozos de proteínas que inducen y potencian la producción de anticuerpos específicos. Se considera que tiene un considerable potencial en el desarrollo de alternativas eficientes para el tratamiento de varios tipos de cáncer en humanos.

### Otros usos

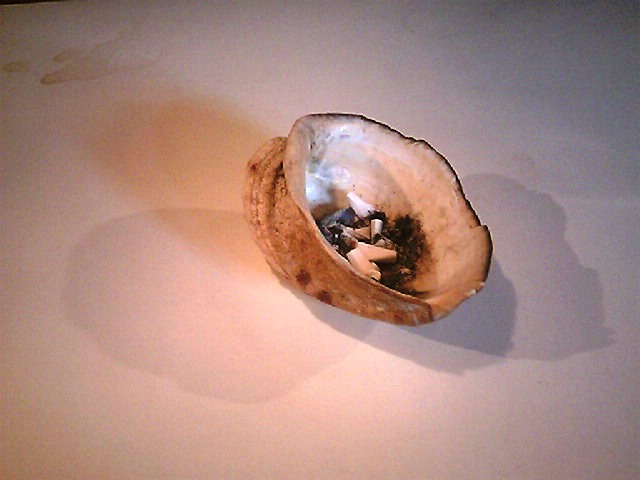
La concha de concholepas concholepas se utiliza como un cenicero en Chile

Es muy común ver en Chile conchas de loco con funciones de cenicero, principalmente por su abundancia y debido sus características de profundidad, relativa estabilidad y facilidad de limpieza. 
También se los ha registrado en diversos sitios arqueológicos, como evidencias de su consumo por parte de las poblaciones prehistóricas americanas. Una de las formas de preparación era mediante la cocción al vapor gracias al uso de piedras calientes, técnica conocida en chile como "curanto". También se han encontrado conchas de este gasterópodo en Argentina, siendo una evidencia más de la existencia de vínculos transcordilleranos en tiempos prehistóricos.

### Otra información
C. concholepas ganó la competición de Molusco del año 2023 (Mollusc of the year 2023).